# Jean-Claude Gallotta
Jean-Claude Gallotta (* 20. März 1950 in Grenoble) ist ein französischer Tänzer und Choreograph.

## Leben
Gallotta studierte bildende Kunst und Musik. Er kam erst spät zum Tanz – über den Stepptanz, klassischen und modernen Tanz – und wurde Ende der 1970er Jahre in New York von Merce Cunningham in den postmodernen Tanz eingeführt. Nach seiner Rückkehr gründete er mit seiner Frau Mathilde Altaraz die Groupe Émile Dubois, die ab 1981 in der Maison de la Culture residierte. Ab 1984 wurde hieraus das Centre Chorégraphique National, eines der ersten in Frankreich, das er bis 2015 leitete. Danach gründete er die Groupe Emile Dubois neu. Daneben arbeitet er u. a. auch für das Théâtre du Rond-Point in Paris und die Scènes Vosges in Epinal.
Internationale Anerkennung erlangte Gallotta 1981 mit seiner Choreographie Ulysses. Inzwischen umfasst sein Werk mehr als 90 Choreographien, wobei er häufig auch andere Kunstformen einbezieht. So realisierte er zwei Filme als Regisseur und Drehbuchautor und wirkte in mehreren weiteren als Choreograph mit. Er arbeitete mit Videokünstlern und schuf Choreographien nach literarischen Vorlagen (u. a. Comme un trio nach Françoise Sagans Bonjour tristesse und L’Étranger nach dem Roman Der Fremde (L’Étranger) von Albert Camus).
Als Musik verwendete er klassische Kompositionen – etwa in Bach danse experience mit dem Dirigenten Marc Minkowski – als auch Originalmusik von Henri Torgue, Serge Houppin, Strigall und anderen. Mit der Popsängerin Olivia Ruiz realisierte er Volver, vorgestellt 2016 bei der Biennale de la danse in Lyon. Seinen ersten Lehrer Merce Cunningham ehrte er 2020 mit Day Dreamers mit dem Musiker Rodolphe Burger und der Künstlerin Dominique Gonzalez-Foerster. Seinen ersten großen Erfolg Ulysses nahm er vierzig Jahre nach der Erstaufführung 2021 wieder auf, gefolgt von einer neuen Version des Stoffes unter dem Titel Penelope.

## Choreographien
- Pas de quatre (1980)
- Mouvement (1980)
- Ulysse (1981)
- Daphnis et Chloë (1982)
- Yves P (1982)
- Les Survivants (1983)
- Ivan Vaffan (1984)
- Mammame I (1985)
- Mammame II (1986)
- Les Louves et Pandora (1986)
- Docteur Labus (1988)
- Les Mystères de Suball (1990)
- Jesús (1990)
- La Légende de Roméo et Juliette (1991)
- La Légende de Don Juan (1992)
- Prémonitions (1994)
- La Tête Contre les Fleurs (1995)
- La Solitude du Danseur (1995)
- La Zorrita Astuta (1995)
- Docteur Labus (neue Version, 1996)
- La Rue puis la Chamoule ou l'art d'aimer (1997)
- Les Larmes de Marco Polo (2000)
- L’Etranger (2017)
- My Rock (2004)
- Bach danse experience (2008)
- L’Homme à tête de chou (2009)
- L’Amour sorcier (2013)
- Le Sacre et ses révolutions (2015)
- Volver (2016)
- My Ladies Rock (2017)
- Comme un trio (2018)
- Day Dreamers (2020)
- Climatic’ Danse (2020)
- Danse, ma planète, danse! (2020)
- Ulysses (2021)
- Penelope (2022)

## Filme
Regie und Drehbuch
- 1991: Rei Dom ou la légende des Kreuls
- 1991: L'amour en deux

Choreographie
- 1986: Mammane (auch Drehbuch)
- 1989: Monalvo et l'enfant (auch Drehbuch)
- 1994: Lou n'a pas dit non
- 1995: The Cunning Little Vixen (Das schlaue Füchslein, nach Leoš Janáčeks Oper)
- 2003: Les côtelettes
- 2008: Armide
- 2019: Douze mille